# 불법 건축

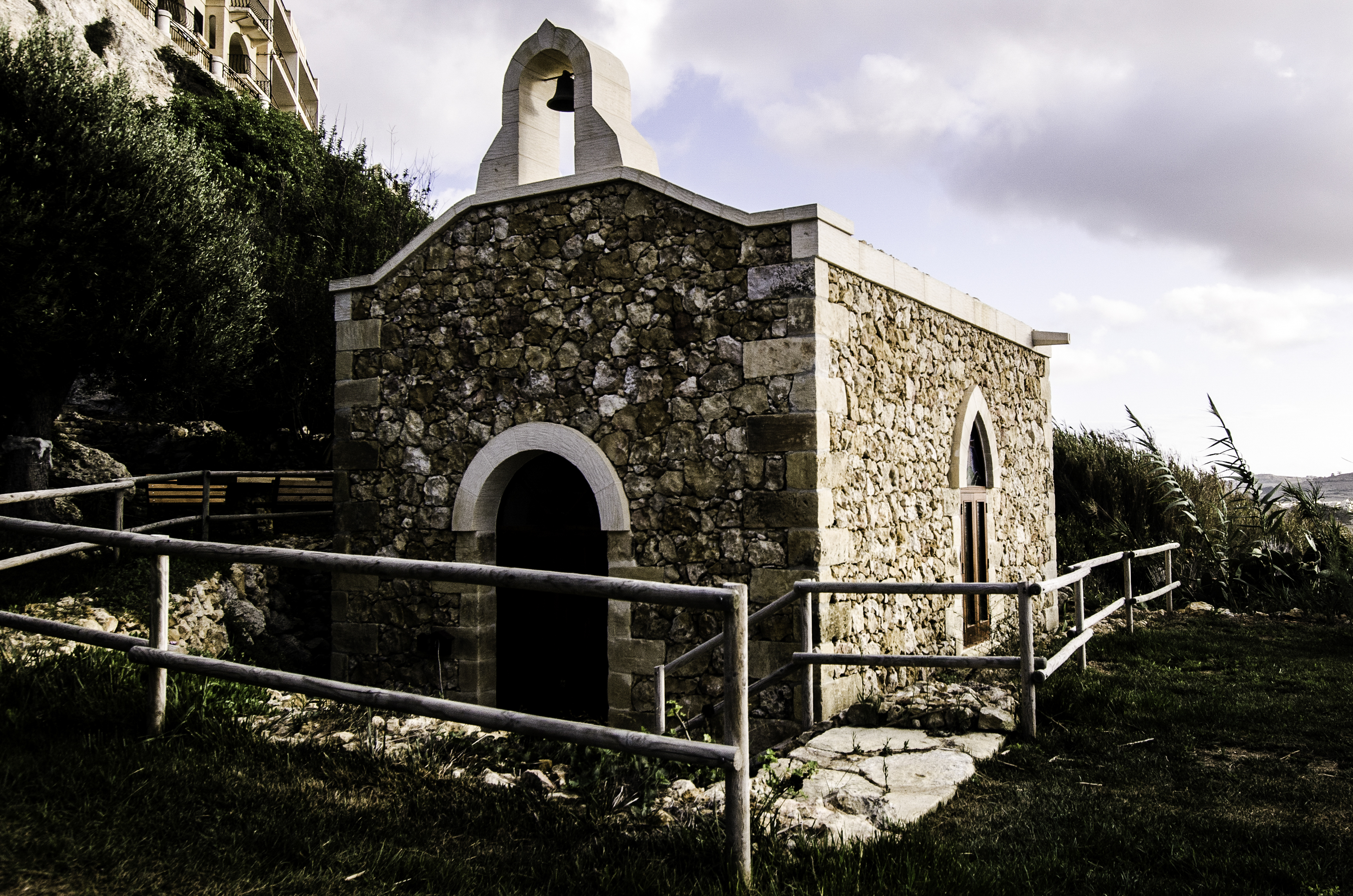
주거 개발 프로젝트의 일환으로 불법 건설된 몰타 제부치 (고조섬)의 사립 예배당

불법 건축(Illegal construction)은 유효한 건축 허가가 없는 건축 작업이다. 통제되지 않은 건설 현장과 완성된 건물에 대한 잠재적인 기술적 위험 외에도 불법 건축 활동은 작업이 자연보전지역과 같은 보호 구역을 침범할 때 심각한 환경 위반이 될 수 있다. 마찬가지로, 불법 건축은 토지 수탈이나 외국 영토에서의 불법 정착을 위해 실행될 때 심각한 정치적 영향을 미칠 수 있다.
불법 건물은 도시화, 인구 과잉, 노숙자 및 빈곤의 조합으로 인해 빈민가, 판자촌 등이 확장될 수 있다. 반면, 불법 건축 활동은 귀중한 부동산에 대한 수익성 있는 투기와 착취로 인해 발생할 수 있다. 대규모 관광 숙박 시설(호텔 등)에 대한 수요와 그에 상응하는 부유층을 위한 개인주의적 럭셔리 휴양지가 그러한 투기를 불러일으키는 가시적인 동인이다. 유사한 동기는 대규모 쇼핑몰이나 녹지 부지에 이와 유사한 불법 건설과 관련된 인센티브에서 나올 수 있다.
명백히 유효한 허가를 받은 건설 공사라도 뇌물의 결과가 될 수 있다.
어떤 경우에는 더 수익성 있는 투자를 위한 공간을 마련하거나 단순히 정치적 시위 목적(예: 무람바츠비나 작전 참조)을 위해 때로는 미화를 구실로 합법적이거나 용인된 합의가 나중에 정부 기관에 의해 불법으로 선언되는 것을 볼 수 있다.

## 주목할만한 사례
조직적인 불법 건축의 악명 높은 사례는 소위 팔레르모 자루(Sack of Palermo)에서 찾아볼 수 있다.

## 환경상의 위험
산사태 위험의 증가는 탈산림화 등으로 인한 안정화 식생의 손실로 인해 이탈리아와 보스니아 헤르체고비나의 인구 밀도가 높은 도시 지역의 언덕 지역의 불법 건축과 관련이 있는 것으로 밝혀졌다. 불투수 표면의 통제되지 않은 증가로 인해 돌발 홍수와 관련하여 불법 건축도 논의되었다.

## 발각
인간의 관찰 외에도 불법 건물(활동)에 대한 대규모 검사는 위성 사진(예: EROS B, IRS-P5 등) 및 지리 정보 시스템을 사용하는 원격탐사 기술에 의존할 수도 있다.

## 같이 보기
- 파벨라
- 스프롤 현상
- 잠식
- 유실물
- 경기순환
- 부동산 거품